# 大空の勇士
大空の勇士（おおぞらのゆうし、ドイツ語: Fliegermarsch、直訳すると『航空兵行進曲』『飛行士行進曲』）は、オーストリアの軍歌。
第一次世界大戦勃発の少し前に、航空の最初の試験に成功したことで、ほとんど｢飛行熱｣が巻き起こった。1912年、作曲家ヘルマン·ドスタル（Hermann Dostal）は歌劇『空飛ぶ騎兵隊長』（Der fliegende Rittmeister）を作曲した際、この現象を念頭に置いていた。『大空の勇士』はこの歌劇に由来する。そのため、演奏会としては需要があったが、長い間は軍事行進としてではなかった。ドイツ連邦軍とオーストリア連邦軍が選んだ部隊に公式行進曲として『大空の勇士』を割り当てたことで、事態は根本的に変化した。